# بافل بافلوف
بافل بافلوف هو منافس ألعاب قوى بلغاري، ولد في 8 مارس 1952، وتوفي في 3 ديسمبر 2004.

## وصلات خارجية
- بيفل بافلوف على موقع الاتحاد الدولي لألعاب القوى (الإنجليزية)
- بيفل بافلوف على موقع أوليمبيديا (الإنجليزية)